# 肝屬郡
肝屬郡（日语：／ Kimotsuki gun */?）是位於日本鹿兒島縣東南部的一個郡。鹿屋市和垂水市過去也曾是肝屬郡的轄區。
現轄有以下4町：
- 東串良町
- 錦江町
- 南大隅町
- 肝付町

## 歷史
- 1889年4月1日：實施町村制，肝屬郡下轄鹿屋村、高隈村、花岡村、大姶良村、新城村、西串良村、東串良村、高山村、姶良村、內之浦村、百引村。（11村）
- 1896年3月29日：南大隅郡（垂水村、牛根村、大根占村、田代村、小根占村、佐多村）被併入。（17村）
- 1912年12月13日：鹿屋村改制為鹿屋町。（1町16村）
- 1924年12月1日：垂水村改制為垂水町。（2町15村）
- 1932年4月1日：高山村改制為高山町。（3町14村）
- 1932年5月15日：西串良村改制並改名為串良町。（4町13村）
- 1932年10月1日：（6町11村）
  - 東串良村改制為東串良町。[1]
  - 內之浦村改制為內之浦町。
- 1933年8月1日：大根占村改制為大根占町。[2]（7町10村）
- 1941年1月1日：小根占村改制並改名為根占町。（8町9村）
- 1941年5月27日：鹿屋町、大姶良村、花岡村合併為鹿屋市，並脫離肝屬郡。（7町7村）
- 1947年9月5日：佐多村改制為佐多町。（8町6村）
- 1947年10月15日：姶良村改制並改名為吾平町。（9町5村）
- 1955年1月10日：垂水町、新城村、牛根村合併為新設置的垂水町。（9町3村）
- 1955年1月20日：高隈村被併入鹿屋市。（9町2村）
- 1956年4月1日：百引村和囎唹郡市成村合併為囎唹郡輝北町，並脫離肝屬郡。（9町1村）
- 1958年10月1日：垂水町改制為垂水市，並脫離肝屬郡。（8町1村）
- 1961年4月1日：田代村改制為田代町。（9町）
- 2005年3月22日：大根占町、田代町合併為錦江町。[3]（8町）
- 2005年3月31日：根占町、佐多町合併為南大隅町。[4]（7町）
- 2005年7月1日：內之浦町、高山町合併為肝付町。（6町）
- 2006年1月1日：串良町、吾平町、鹿屋市和曾於郡輝北町合併為新設置的鹿屋市，並脫離肝屬郡。（4町）

| 1889年4月1日      | 1889年-1910年                | 1910年-1930年                | 1930年-1950年                     | 1950年-1970年                     | 1970年-1990年                     | 1990年-現在                  | 現在                         |
| ----------------- | ---------------------------- | ---------------------------- | --------------------------------- | --------------------------------- | --------------------------------- | ---------------------------- | ---------------------------- |
| 囎唹郡市成村      | 囎唹郡市成村                 | 囎唹郡市成村                 | 囎唹郡市成村                      | 1956年4月1日 合併為囎唹郡輝北町   | 1956年4月1日 合併為囎唹郡輝北町   | 2006年1月1日 合併為鹿屋市    | 2006年1月1日 合併為鹿屋市    |
| 百引村            |                              |                              |                                   | 1956年4月1日 合併為囎唹郡輝北町   | 1956年4月1日 合併為囎唹郡輝北町   | 2006年1月1日 合併為鹿屋市    | 2006年1月1日 合併為鹿屋市    |
| 鹿屋村            | 鹿屋村                       | 1912年12月13日 改制為鹿屋町  | 1941年5月27日 合併為鹿屋市        | 鹿屋市                            | 鹿屋市                            | 2006年1月1日 合併為鹿屋市    | 2006年1月1日 合併為鹿屋市    |
| 花岡村            |                              |                              | 1941年5月27日 合併為鹿屋市        | 鹿屋市                            | 鹿屋市                            | 2006年1月1日 合併為鹿屋市    | 2006年1月1日 合併為鹿屋市    |
| 大姶良村          |                              |                              | 1941年5月27日 合併為鹿屋市        | 鹿屋市                            | 鹿屋市                            | 2006年1月1日 合併為鹿屋市    | 2006年1月1日 合併為鹿屋市    |
| 高隈村            |                              |                              |                                   | 鹿屋市                            | 鹿屋市                            | 2006年1月1日 合併為鹿屋市    | 2006年1月1日 合併為鹿屋市    |
| 西串良村          | 西串良村                     | 西串良村                     | 1932年5月15日 改制並改名為串良町  | 1932年5月15日 改制並改名為串良町  | 1932年5月15日 改制並改名為串良町  | 2006年1月1日 合併為鹿屋市    | 2006年1月1日 合併為鹿屋市    |
| 姶良村            | 姶良村                       | 姶良村                       | 1947年10月15日 改制並改名為吾平町 | 1947年10月15日 改制並改名為吾平町 | 1947年10月15日 改制並改名為吾平町 | 2006年1月1日 合併為鹿屋市    | 2006年1月1日 合併為鹿屋市    |
| 東串良村          | 東串良村                     | 東串良村                     | 1932年10月1日 改制為東串良町      | 1932年10月1日 改制為東串良町      | 1932年10月1日 改制為東串良町      | 1932年10月1日 改制為東串良町 | 1932年10月1日 改制為東串良町 |
| 高山村            | 高山村                       | 高山村                       | 1932年4月1日 改制為高山町         | 1932年4月1日 改制為高山町         | 1932年4月1日 改制為高山町         | 2005年7月1日 合併為肝付町    | 2005年7月1日 合併為肝付町    |
| 內之浦村          | 內之浦村                     | 內之浦村                     | 1932年10月1日 改制為內之浦町      | 1932年10月1日 改制為內之浦町      | 1932年10月1日 改制為內之浦町      | 2005年7月1日 合併為肝付町    | 2005年7月1日 合併為肝付町    |
| 新城村            | 新城村                       | 新城村                       | 新城村                            | 1955年1月10日 合併為垂水町        | 1958年10月1日 改制為垂水市        | 1958年10月1日 改制為垂水市   | 1958年10月1日 改制為垂水市   |
| 南大隅郡 垂水村   | 1896年3月29日 肝屬郡垂水村   | 1924年12月1日 改制為垂水町   | 1924年12月1日 改制為垂水町        | 1955年1月10日 合併為垂水町        | 1958年10月1日 改制為垂水市        | 1958年10月1日 改制為垂水市   | 1958年10月1日 改制為垂水市   |
| 南大隅郡 牛根村   | 1896年3月29日 肝屬郡牛根村   | 1896年3月29日 肝屬郡牛根村   | 1896年3月29日 肝屬郡牛根村        | 1955年1月10日 合併為垂水町        | 1958年10月1日 改制為垂水市        | 1958年10月1日 改制為垂水市   | 1958年10月1日 改制為垂水市   |
| 南大隅郡 大根占村 | 1896年3月29日 肝屬郡大根占村 | 1896年3月29日 肝屬郡大根占村 | 1933年8月1日 改制為大根占町       | 1933年8月1日 改制為大根占町       | 1933年8月1日 改制為大根占町       | 2005年3月22日 合併為錦江町   | 2005年3月22日 合併為錦江町   |
| 南大隅郡 田代村   | 1896年3月29日 肝屬郡田代村   | 1896年3月29日 肝屬郡田代村   | 1896年3月29日 肝屬郡田代村        | 1896年3月29日 肝屬郡田代村        | 1961年4月1日 改制為田代町         | 2005年3月22日 合併為錦江町   | 2005年3月22日 合併為錦江町   |
| 南大隅郡 小根占村 | 1896年3月29日 肝屬郡小根占村 | 1896年3月29日 肝屬郡小根占村 | 1941年1月1日 改制並改名為根占町   | 1941年1月1日 改制並改名為根占町   | 1941年1月1日 改制並改名為根占町   | 2005年3月31日 合併為南大隅町 | 2005年3月31日 合併為南大隅町 |
| 南大隅郡 佐多村   | 1896年3月29日 肝屬郡佐多村   | 1896年3月29日 肝屬郡佐多村   | 1947年9月5日 改制為佐多町         | 1947年9月5日 改制為佐多町         | 1947年9月5日 改制為佐多町         | 2005年3月31日 合併為南大隅町 | 2005年3月31日 合併為南大隅町 |